# 四日市市立常磐中学校
四日市市立常磐中学校（よっかいちしりつ ときわちゅうがっこう）は、三重県四日市市常磐地区にある公立中学校。略称は常中（ときちゅう）。

## 沿革
- 1973年（昭和48年）
  - 4月1日 - 四日市市立笹川中学校から分離して開校[1]。
  - 8月10日 - 現在地に落成した新校舎へ移転[1]。
  - 8月末 - 校庭を整備[1]。
- 1975年（昭和50年）1月10日 - 校歌「若い緑の歌」を制定（作詞：清水凡平、作曲：川崎祥悦）[2]。
- 1976年（昭和51年）
  - 2月10日 - 池を設置[1]。
  - 2月25日 - 体育館を落成[1]。
- 1977年（昭和52年）
  - 1月25日 - プールを落成[1]。
  - 3月31日 - 技術教室棟を落成[1]。
- 1981年（昭和56年）2月20日 - 庭園を設置[1]。
- 1986年（昭和61年）2月25日 - 武道場を落成[1]。
- 1989年（平成元年）9月1日 - 新テニスコートを設置[1]。
- 1991年（平成3年）4月1日 - 障害児学級を開設[1]。
- 1997年（平成9年）3月31日 - 普通教室4室・コンピュータ―教室・同準備室・生徒昇降口を設置[1]。
- 1998年（平成10年）4月1日 - 障害児学級を増設[1]。
- 2007年（平成19年）10月31日 - 校内をバリアフリー化[1]。

## 教育目標
具体目標
- 確かな学力と豊かな心と健やかな体を育み、生き生きと輝く生徒の育成を図る。
- 校訓（自主・創造・協力）の精神を基に、生き生きと輝く学校を目指す。
- 学校・家庭・地域が生き生きと輝くよう連携する。

出典：

## 部活動

### 運動部
- 陸上競技部
- 野球部
- ソフトボール部
- サッカー部
- バレーボール部

- バスケットボール部
- バドミントン部
- テニス部
- 卓球部
- 剣道部

### 文化部
- 音楽部
- 美術部
- パソコン部

- 家庭部
- 文芸部

出典：

## 学区
- 四日市市
  - 赤堀南町、赤堀1-3丁目、城東町、城西町、石塚町、中川原1-4丁目、芝田1・2丁目、伊倉1-3丁目、西伊倉町、久保田1・2丁目、ときわ1・2丁目、ときわ5丁目、赤堀新町、城北町、大井手1-3丁目、松本1-6丁目、ときわ3・4丁目、大井手町、松本町、青葉町、西松本町、南松本町
  - 西日野町（一部）
  - 東日野町（一部）

出典：

## 進学前小学校
- 四日市市立常磐西小学校（四日市市大字松本）
- 四日市市立常磐小学校（四日市市城西町）

出典：

## 周辺
- 四日市市立常磐西小学校
- 鹿化川
- KOKKO保育園